# Dänisch-haitianische Beziehungen
Die haitianisch-schwedischen Beziehungen beschreiben das bilaterale Verhältnis zwischen dem Königreich Dänemark einerseits und der Republik Haiti andererseits.

## Stand und Geschichte
Dänemark und Haiti nahmen am 19. Juni 1953 diplomatische Beziehungen auf.
Es wurden keine diplomatischen oder berufskonsularischen Vertretungen im jeweils anderen Land eingerichtet. Dänemark nimmt die Beziehungen zu Haiti von Mexiko-Stadt aus wahr. In Haiti ist ein Honorarkonsul für Dänemark bestellt und in Port-au-Prince, Stadtviertel Mont Joli, ansässig. Haiti ist in Dänemark auf dem Weg der Nebenakkreditierung vertreten. Stand Juli 2025 enthält die Diplomatenliste des dänischen Protokolls jedoch keinen Eintrag für Haiti.
Beide Länder gehören der Welthandelsorganisation und den Vereinten Nationen (UN) mit ihren Sonderorganisationen an. Haiti ist Mitglied der Organisation Amerikanischer Staaten (OAS), bei der Dänemark den Status eines ständigen Beobachters innehat.
Nach dem Erdbeben in Haiti 2010 trug Dänemark bereits in den ersten Tagen 16 Mio. US-Dollar zu den internationalen Hilfsmaßnahmen im Katastrophengebiet bei.
Am 29. Mai 2012 empfing der haitianische Präsident Michel Martelly die neue Botschafterin Dänemarks, Susanne R. Haekkerup, zur Überreichung ihres Beglaubigungsschreibens. Am 18. Juni 2015 folgte ihr Henrik Brasem-Hahn in dieser Funktion. Der Diplomat betonte anlässlich seiner Akkreditierung, dass das Königreich Dänemark und die erste Schwarze Republik der Welt in vielen Bereichen beispielhafte Beziehungen unterhielten. Diese Beziehungen sollten im Interesse beider Länder weiter gestärkt werden.
Als nichtständiges Mitglied des Sicherheitsrats der Vereinten Nationen nahm Dänemarks Ständige Vertreterin bei den Vereinten Nationen, Christina Markus Lassen, im Januar 2025 zu der Lage in Haiti Stellung. Sie verurteilte die zahlreichen Massaker, die von Banden in Haiti verübt wurden. Die Wiederherstellung der Sicherheit im Land müsse eine Priorität für die haitianische Regierung und die internationale Gemeinschaft sein. Von entscheidender Bedeutung sei es ferner, die Kapazitäten der haitianischen Nationalpolizei zu stärken. In dieser Hinsicht unterstütze Dänemark die Bemühungen der multinationalen Sicherheitsunterstützungsmission bei der Herstellung von Sicherheit und Ordnung. Dänemark sei besorgt über die humanitäre Krise und die Menschenrechtskrise in Haiti.und über die langsamen Fortschritte beim politischen Fahrplan, die durch Meinungsverschiedenheiten über die Machtteilung stark behindert würden.